# Ангуломастакатор
Ангуломастакатор (лат. Angulomastacator, от греч. «согнутая жвала», от формы верхней челюсти и местности Биг-Бенд, Рио-Гранде) — род утконосых динозавров, живших во времена кампанского века позднемеловой эпохи. Ископаемые остатки найдены в формации Aguja в национальном парке Биг-Бенд, Техас.
Известен по одному образцу ТММ 43681-1 — левой части верхней челюсти. Эта кость изогнута вниз примерно на 45° на переднем конце, что нехарактерно для гадрозаврид. Необычные характеристики верхней челюсти, которые не были замечены у других видов, подтверждают гипотезу, согласно которой динозавры формации Aguja были эндемиками. Голотип был обнаружен в верхнем сланцевом слое формации среди растений, костей, фрагментов моллюсков. Отложения интерпретируются как небольшой речной приток. Эти породы лежат чуть ниже пород вышележащей формации Javelina. Вулканические скалы примерно того же времени были датированы 76,9 ± 1,2 млн лет назад.
Ангуломастакатор классифицируется как представитель подсемейства ламбеозаврин. Род описан в 2009 году Вагнером и Леманом. Типовой и единственный вид — А. daviesi, видовое название дано в честь Кайла Дэвиса, который в 1983 году впервые принял постулат о наличии ламбеозаврин в формации Aguja. Как обычный гадрозаврид, ангуломастакатор был четвероногим орнитоподом, питающимся растениями, с наборами постоянно заменяемых зубов.